# يو إس إس يوركتاون (سي في-5)
يو إس إس يوركتاون (بالإنجليزية: USS Yorktown)‏ هي كانت حاملة طائرات تابعة للبحرية الأمريكية أثناء الحرب العالمية الثانية، لعبت السفينة دور حاسم في فوز الولايات المتحدة خلال معركة ميدواي، تعرضت الحاملة لطوربيد إطلق من قبل غواصة يابانية في 6 يونيو 1942 وغرقت في اليوم التالي.